# دير الأنبا بيشوي
دير القديس العظيم الأنبا بيشوي ويُعرف مختصراً باسم دير الأنبا بيشوي، هو دير قبطي أرثوذكسي، ويُعَد أكبر الأديرة العامرة بوادي النطرون  الواقع غرب دلتا النيل شمال مصر. ورئيس وأسقف الدير الحالي هو الأنبا اغابيوس.
يُنسب هذا الدير إلى الأنبا بيشوي الذي كان تلميذاً للأنبا مقار، وقام بإنشائه بقيادته لمجموعة من الرهبان أواخر القرن الرابع الميلادي. وتبلغ مساحته نحو فدانين، ويضم خمسة كنائس، أكبرها «كنيسة الأنبا بيشوي»؛ وهو أكبر كنائس وادي النطرون، بجانب مبنى للضيافة وحديقة واسعة ومكتبة والمائدة الأثرية وبئر الشهداء، بجانب العديد من القلالي التي يقطن بها الرهبان. ومن المعروف أن البابا شنودة الثالث كان يلجأ إلى هذا الدير كل فترة للاعتكاف، وغالباً يكون للاحتجاج على أمر ما يرفضه.

## تاريخ

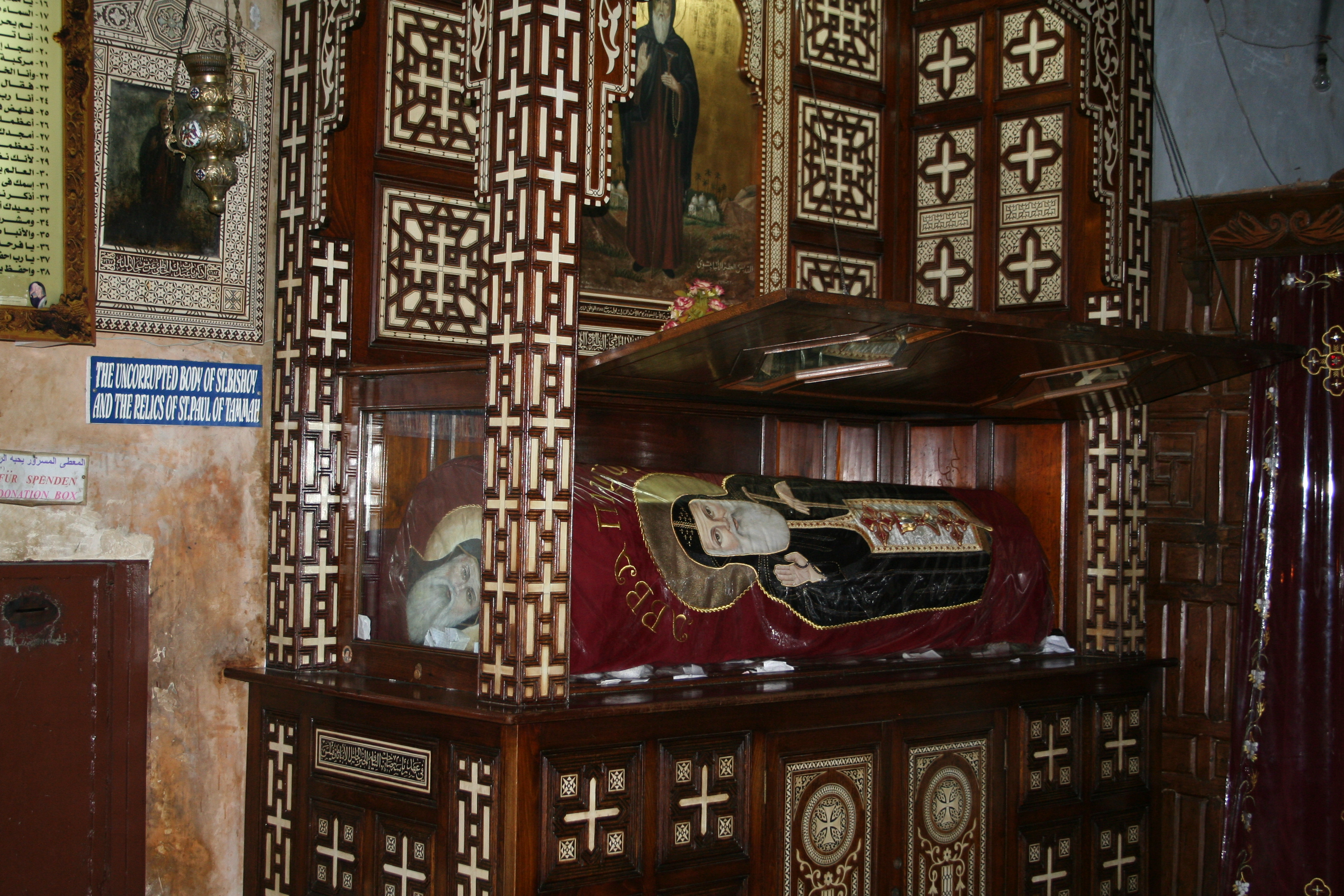
جسد الأنبا بيشوي موضوع في ضريح خشبي داخل الدير، وبه بعض من رفات الأنبا بولا الطموهي.

يعود إنشاء دير الأنبا بيشوي في بداياته الأولى كتجمع رهباني بقيادة الأنبا بيشوي إلى أواخر القرن الرابع الميلادي، وعاصر بناؤه القديس مقار الكبير. وكان آنذاك عبارة عن مجموعة قلالي (وهي مساكن الرهبان) وكنيسة في الوسط تحيط بالمغارة الصخرية التي عاش فيها الأنبا بيشوي وذلك دون بناء أسوار. وقد دُمرت هذه الكنيسة في القرن الخامس الميلادي بسبب غارة على الأديرة من الليبيين البدو عام 407. وعلى الرغم من إعادة بناءها؛ إلا أنها دُمرت مرة أخرى في الغارتين التاليتين عامي 434 و444. ولقد تعرض أيضاً هذا الدير للتخريب أثناء غارة رابعة للبربر قرب نهاية القرن السادس الميلادي، على التجمعات الرهبانية بوادي النطرون، وكانت مبانيه الأساسية آنذاك هي الكنيسة والحصن. وقد أعيد بناؤهما في عهد البابا بنيامين الأول عام 645.

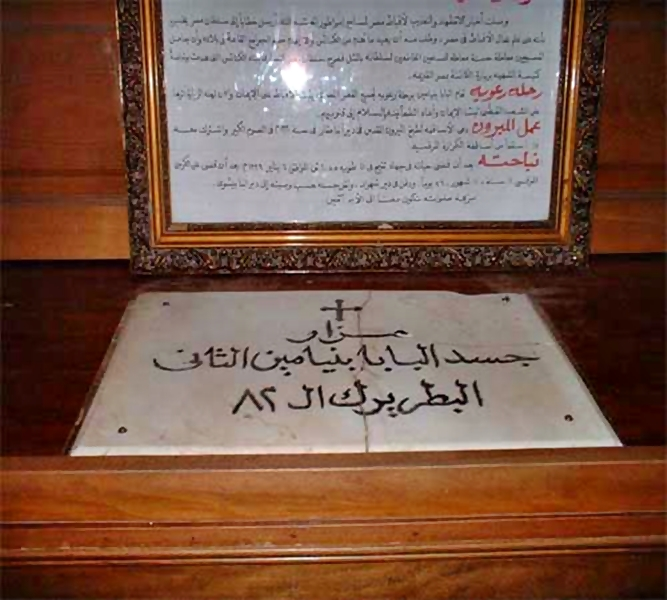
ضريح البابا بنيامين الثاني رقم 82 بدير الأنبا بيشوي.

وفي عام 817 م، تخرب الدير مرة أخرى أثناء غارة البربر الخامسة، ولكن تم تعميره وإصلاحه في عهد البابا يعقوب الأول، وأكل تعميره البابا يوساب الأول وأعاد أجساد القديسين الأنبا بيشوي والأنبا بولا الطموهي إلى الدير، كما أعاد بناء الكنيسة والدير بصفة عامة. لذا؛ فإن المبنى الرئيسي لكنيسة الدير الرئيسية الحالية يرجع إلى عام 840 م.
وفي عام 1069، تعرض الدير لغزو البربر اللواتيين. وفي عام 1319 م، تم ترميم الدير في عهد البابا بنيامين الثاني، وقد دفن في الجهة القبلية بالكنيسة الكبرى بالدير. وقد زار الدير عدد من الرحالة والمؤرخين الذين كتبوا عنه، أمثال المقريزي في القرن الخامس عشر الميلادي، وقد قال عنه أنه: كبير جدًا، ولكن لا يوجد شيء على حالته.
وفي عهد البابا شنودة الثالث، قام بحركة تجديد واسعة للدير، فقد أمر بتجديد القلالي، وأعاد ترميم بئر الماء الذي غسل فيه البربر سيوفهم بعد أن قتلوا شيوخ شهيت التسعة والأربعون، كما أضاف للدير قرابة 300 فداناً من الصحراء المحيطة به لأجل استصلاحها، بالإضافة إلى القلاية البطريركية الخاصة به، وأمر كذلك بإدخال الكهرباء للدير. يُذكر أنه قد تم طبخ وإعداد زيت الميرون في الدير خمس مرات من سبعة في عهده، وذلك في أعوام 1981 و1987 و1990 و1995 و2008 في عهده، لتوزيعه على الكنائس القبطية في مصر وخارجها.

## الوصف العام

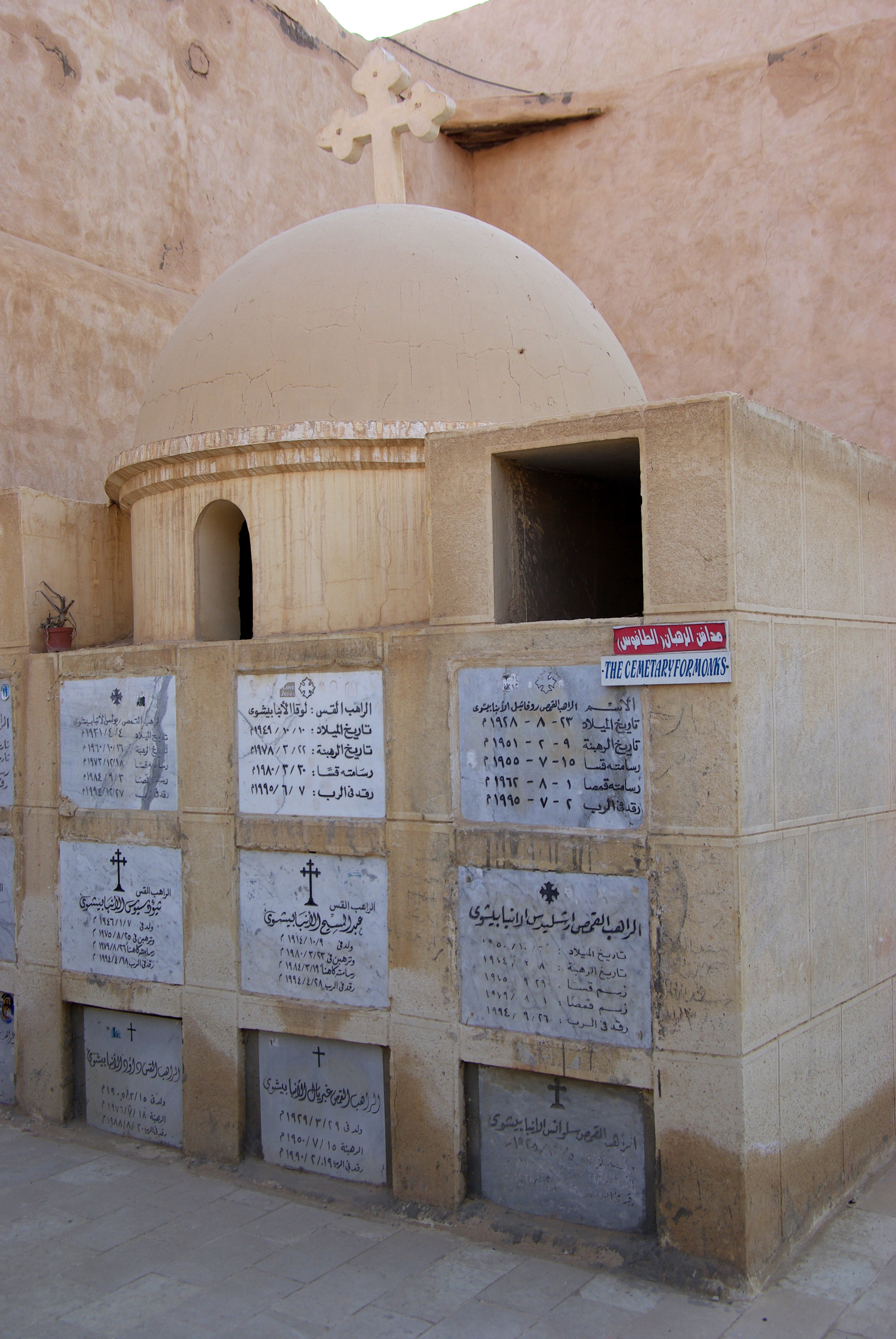
مقبرة الرهبان (الطافوس).

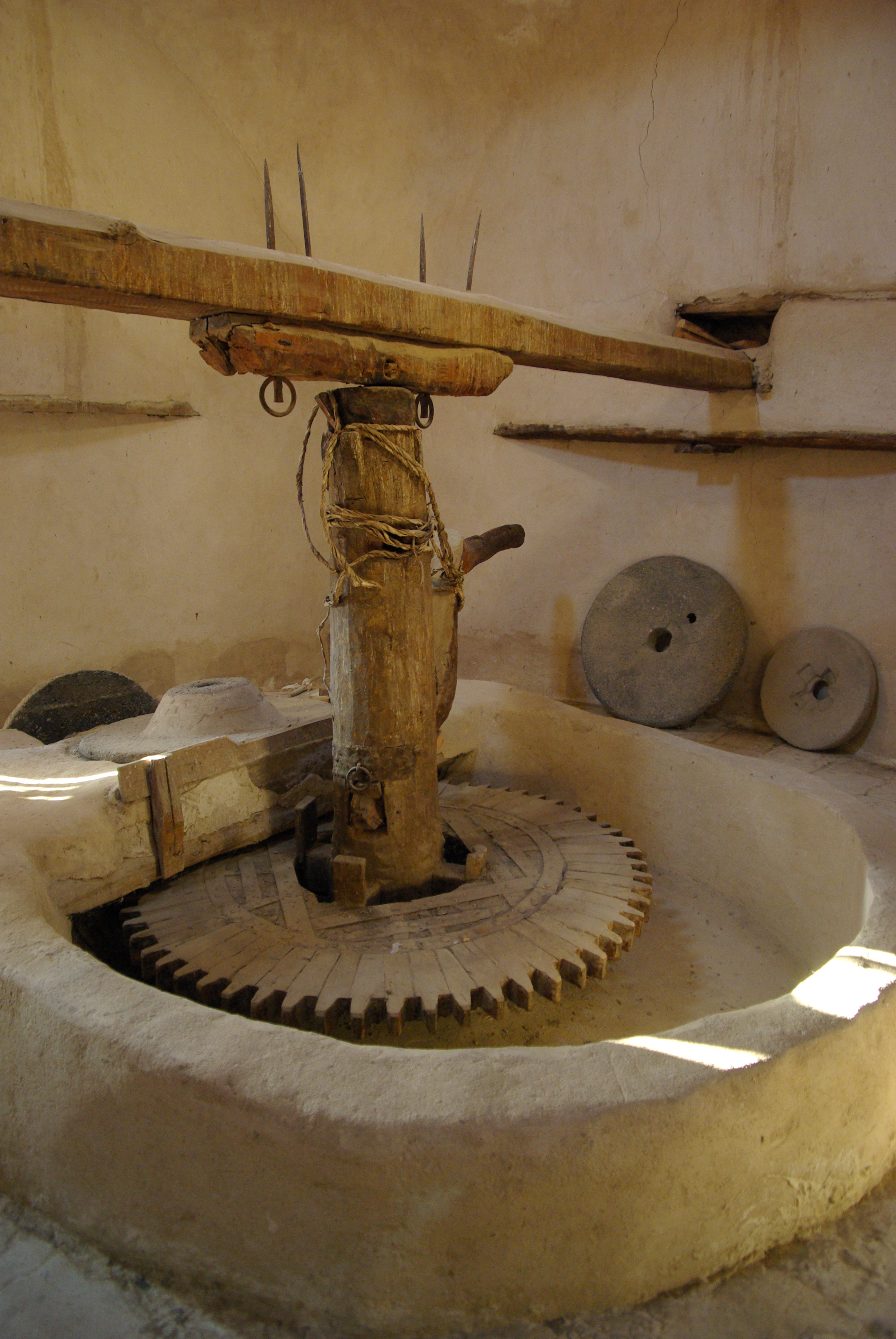
الطاحونة القديمة في الركن الجنوبي الشرقي من الدير.

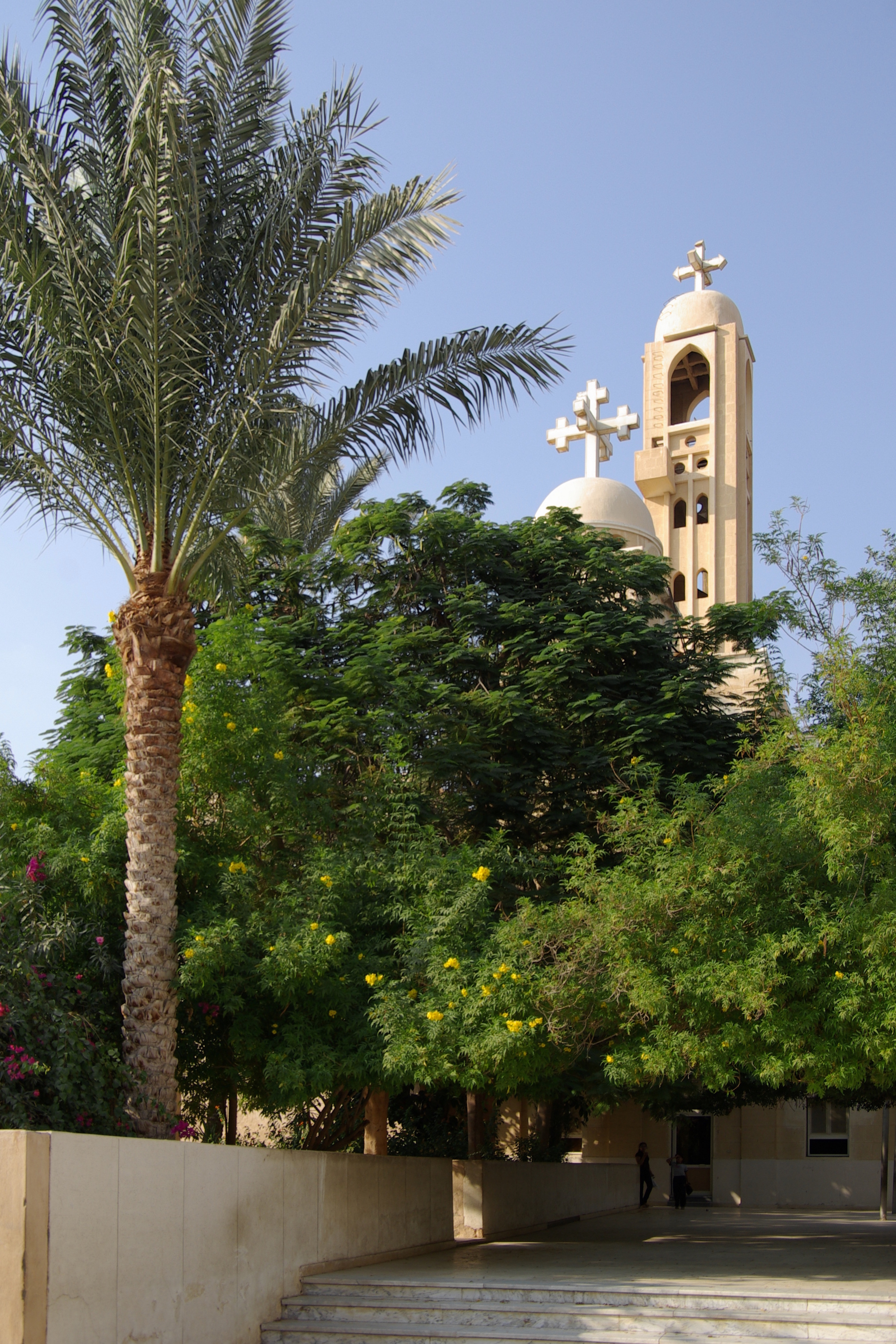
معظم المنارات التي يعلوها الصليب حديثة النشأة.

دير الأنبا بيشوي حبيب المسيح هو أكبر أديرة وادي النطرون العامرة مساحة، فمن حيث المساحة الأثرية دون المساحة المضافة تبلغ حوالي فدانين و16 قيراطاً، ويتخذ الدير شكل رباعي الأضلاع تحدده الأسوار المحيطة به. ويقع مدخل الدير في النهاية الغربية للسور الشمالي، ويتكون من الداخل من مجموعة من المباني أهمها الحصن، ويقع في الزاوية الشمالية الغربية من الدير. وفي القسم الجنوبي من الدير، تقع كنيسة الأنبا بيشوي وملحقاتها التي تتمثل في «المائدة» وتقع في الغرب؛ وهيكل كنيسة الأنبا بنيامين وتوجد في الشمال؛ وكنيسة أبو سخيرون؛ وكنيسة مار جرجس؛ والمعمودية في الجنوب. أما في وسط الدير؛ فتظهر الحديقة محيطة بها عدة مباني، فمن الجهة الشمالية تطل قلالي حديثة نسبياً بُنيت منذ 60 عاماً ويعلوها المطعمة، أما من الجهة الجنوبية فتوجد قلالي مبنية منذ القرن التاسع ما زالت تُستعمل حتى الآن، أما من الجهة الشرقية فتوجد قلالي حديثة الإنشاء، ويطل من الجهة الغربية مقبرة الرهبان المسماة بالطافوس.
وبجوار السور الجنوبي، توجد قلالي قديمة تغطيها أقبية. أما في الركن الجنوبي الشرقي من الدير يوجد كل من المطبخ والطاحونة القديمة والمخبز القديم. وإلى الشمال كان يوجد صف ثانٍ من القلالي ولكنه تهدم، وحل محله بيت الضيافة الجديد الذي شيده رئيس الدير القمص بطرس عام 1926. ويحتوي الدير على مكتبة تُعد من أصغر مكتبات الأديرة، ولقد كانت مكتبة الدير الأصلية في الحصن، ثم نُقلت إلى مبنى خاص بها في الدور الأرضي من بيت الضيافة الجديد، ثم أصبحت بعد ذلك في الحجرة الكائنة فوق المضيفة الملاصقة للسور الشمالي، حتى تم إنشاء مكتبة ضخمة في عهد البابا الحالي عام 1989. كما حدثت توسعات عديدة في الدير في عهد البابا شنودة الثالث في الجهة الجنوبية خلف السور الأثري الجنوبي، حيث أنشأ بيتاً للخلوة لإقامة الكهنة الجدد، ومبنى للضيافة يتكون من أربعة أدوار، كما أصبح للدير سبع بوابات ومنارات يعلوها الصليب، ويوجد بالدير أيضاً مقر خاص للبابا وبجواره مخزن متحفي لحفظ آثار الدير. ولقد تم ترميم سور الدير والحصن وكنيسة الأنبا بيشوي تحت إشراف هيئة الآثار المصرية.

## القلالي

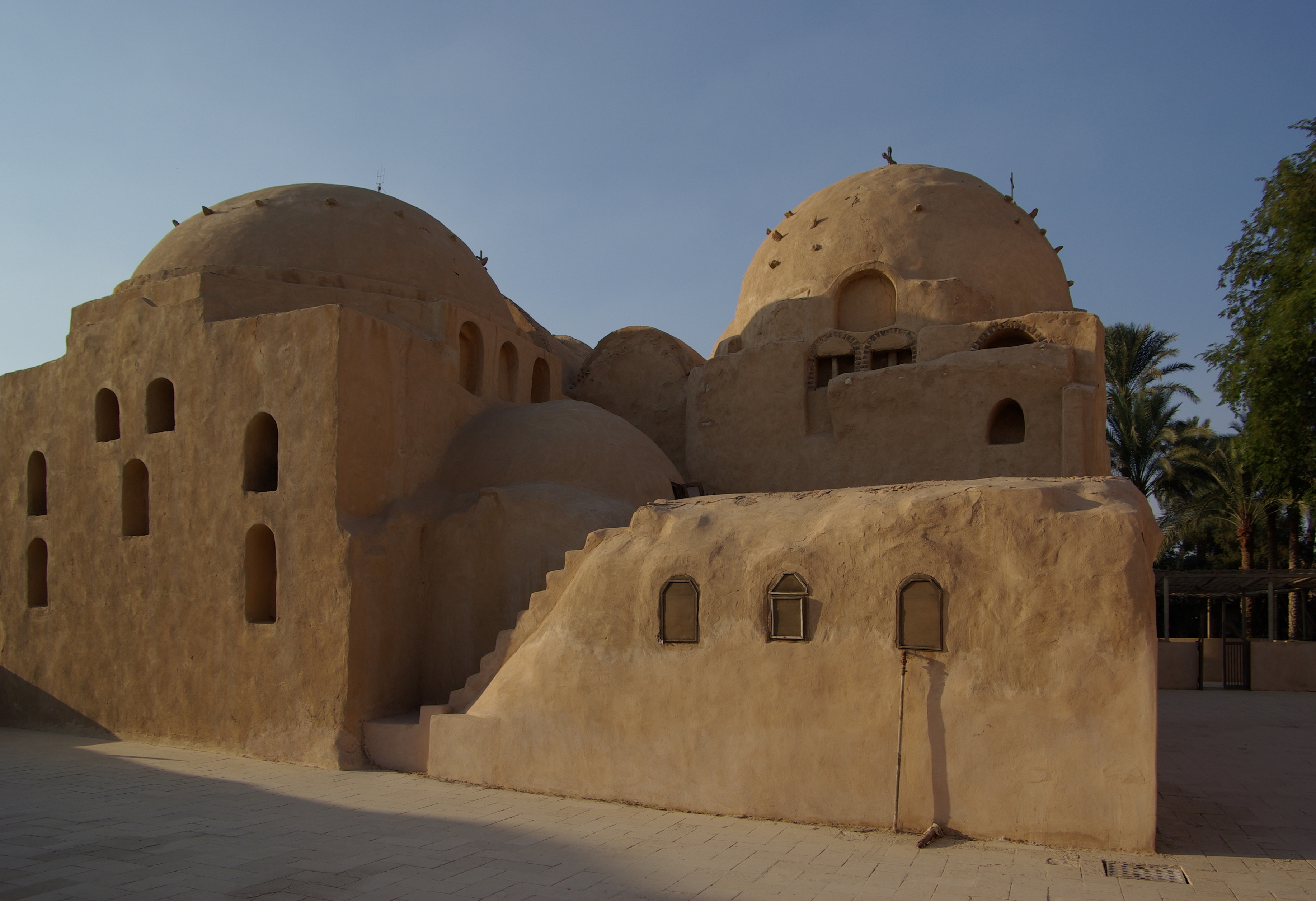
القلالي الحديثة مبنية على طراز القلالي القديمة.

القلالي هي مساكن الرهبان، وتتكون القلاية من حجرتين ودورة مياه وصالة صغيرة للاستقبال، والحجرة الداخلية تسمى «محبسة»، وفيها يختلى الراهب للصلاة والتأمل الروحى، ونوافذ القلاية والمحبسة بحيرة قبلية لتكون صحية للتهوية في الشتاء والصيف. ويحتوي الدير بخلاف القلالي القديمة القليلة بجوار السور الجنوبي للدير على قلالي حديثة أقيمت على امتداد السورين الشمالي والشرقي. ولقد أنشأ القلالي الملاصقة للسور الشمالي القمص «يوحنا ميخائيل» رئيس الدير عام 1934 على أنقاض قلالي قديمة، أما القلالي الملاصقة للسور الشرقي فقد أنشأها البابا شنودة الثالث عام 1978.
ومن الجدير بالذكر أن القلالي القديمة تمت إزالتها، وكان كل منها عبارة عن حجرتين. كما كان يوجد صف قلالي في المساحة الشمالية من الدير، وصف آخر عند الضلع الجنوبي من المساحة المسوّرة، وصف آخر يوازي المائدة، وهي الآن مجرد أطلال.
وتم استكمال قلالى الرهبان على مراحل حتى سنة 1983، عندما انتهى بناء هذه القلالي كان البناء على شكل حرف U ومن طابقين ويحوى على حوالى 60 قلاية، عدا مجمع الرهبان (مائدة الطعام) والمطبخ الملحق به، وكذلك حجرات الثلاجات وحفظ الطعام ودورات المياه. وتم بناء مبنى آخر اتخذ شكل الحرف T، ومكوّن من ثلاث طوابق، ويضم حوالى 45 قلاية، وكل قلاية ملحق بها دورة مياه، كما يوجد صهريج سعته 89 متراً مكعباً، ويضم المبنى حجرات للنقاهة للحالات التي تحتاج لرعاية صحية خاصة.
وفي عام 1980، أنشئ مبنى على شكل حرف I ومكون من طابقين، ويحتوى على حوالى 26 قلاية، وكل قلاية ملحق بها دورة مياه. وفي عام 1988 أنشئ مبنى من ثلاث طوابق وبه العديد من القلالى الملحقة بها دورات مياه. وفي عام 1989، انتهى من بناء سور ضخم حول هذه المباني الثلاثة والمزروعات المحيطة بها، وذلك للحفاظ على هدوء المنطقة التي يتعبد بها الرهبان. بالإضافة إلى هذه القلالي للرهبنة في حياة الشركة، هناك أيضاً قلالى للرهبان المتوحدين، فتوجد قلالى منفردة كل منها لها حديقة صغيرة، وأخرى للرهبان المتوحدين بعيدة عن الدير ويتراوح بُعد القلالي عن السابقة ما بين من 2 إلى 5 كيلومترات.

## المائدة

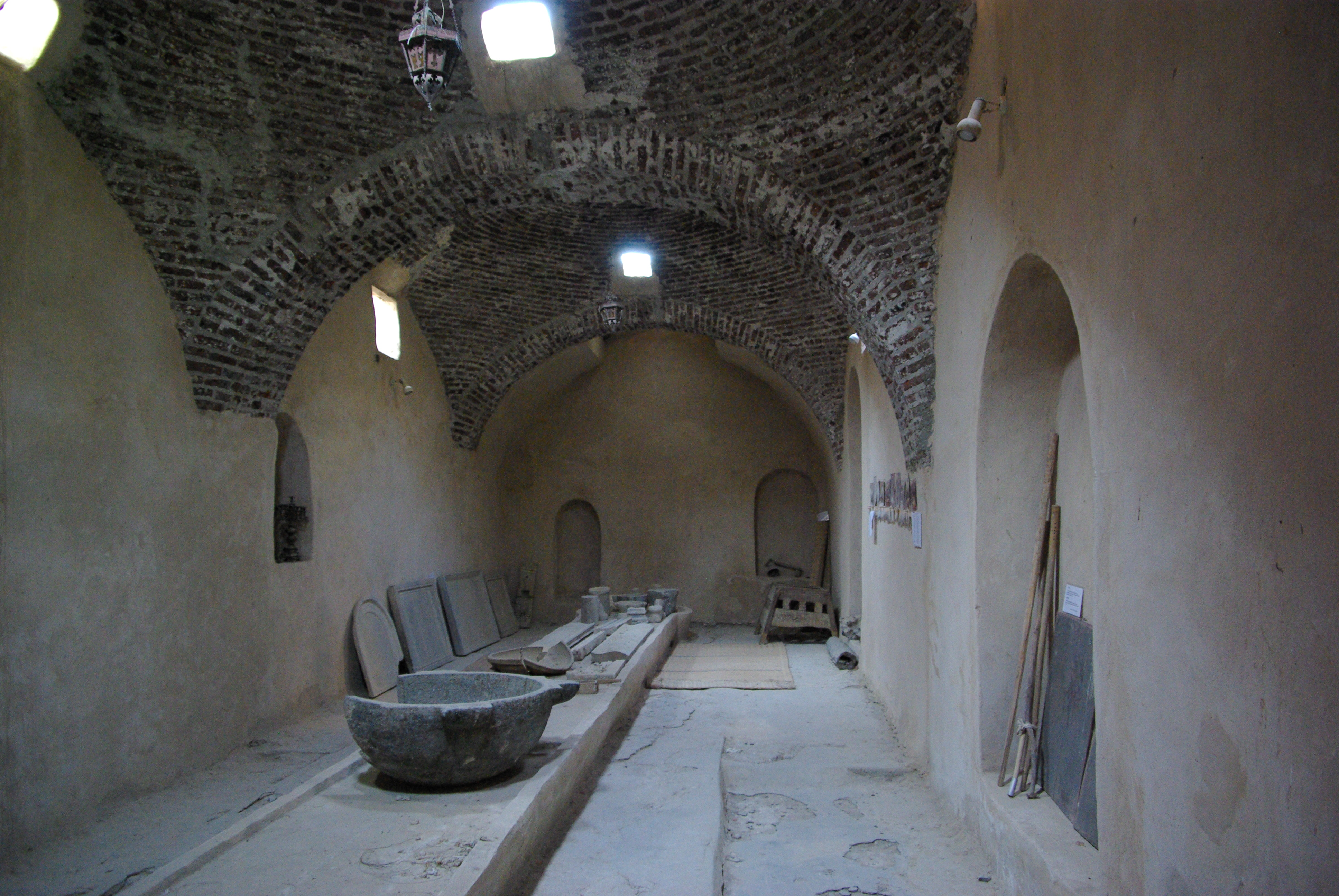
المائدة الأثرية الموجودة بالدير.

تقع موازية للنهاية الغربية للكنيسة الرئيسية في الدير وهي كنيسة الأنبا بيشوي، حيث يفصلها عنها ممر بطول الكنيسة. ويرجع تاريخها إلى أواخر القرن الحادي عشر أو أوائل القرن الثاني عشر الميلادي. ويؤكد هذا التاريخ أن ممر المائدة يبدو غير منفصل في بناءه عن حجرة المائدة، وعن المبنى في الزاوية الشمالية الغربية للكنيسة والمعاصر للبناء حصن الدير الذي يرجع لهذا التاريخ. كما أن قبو ممر المائدة يماثل تماماً قبو ممر الطابق الأول بالحصن. هذا بالإضافة إلى أن القباب نصف الكروية التي تغطي سقف المائدة تماثل القباب التي تشغل الصف المزدوج من الحجرات في الطابق الأول من الحصن.
ومدخل المائدة يوجد قبالة الباب الغربي لكنيسة الأنبا بيشوي، وهي عبارة عن صالة طويلة ضيقة يبلغ طولها 27.5 متراً وعرضها 4.5 أمتار، ويوجد في وسطها منضدة حجرية على كل جانب من جانبيها مصطبة لجلوس الرهبان، وفي الطرف الشمالي لحجرة المائدة توجد حجرة مربعة، كانت تستخدم كمطبخ للمائدة.

## السور وملحقاته

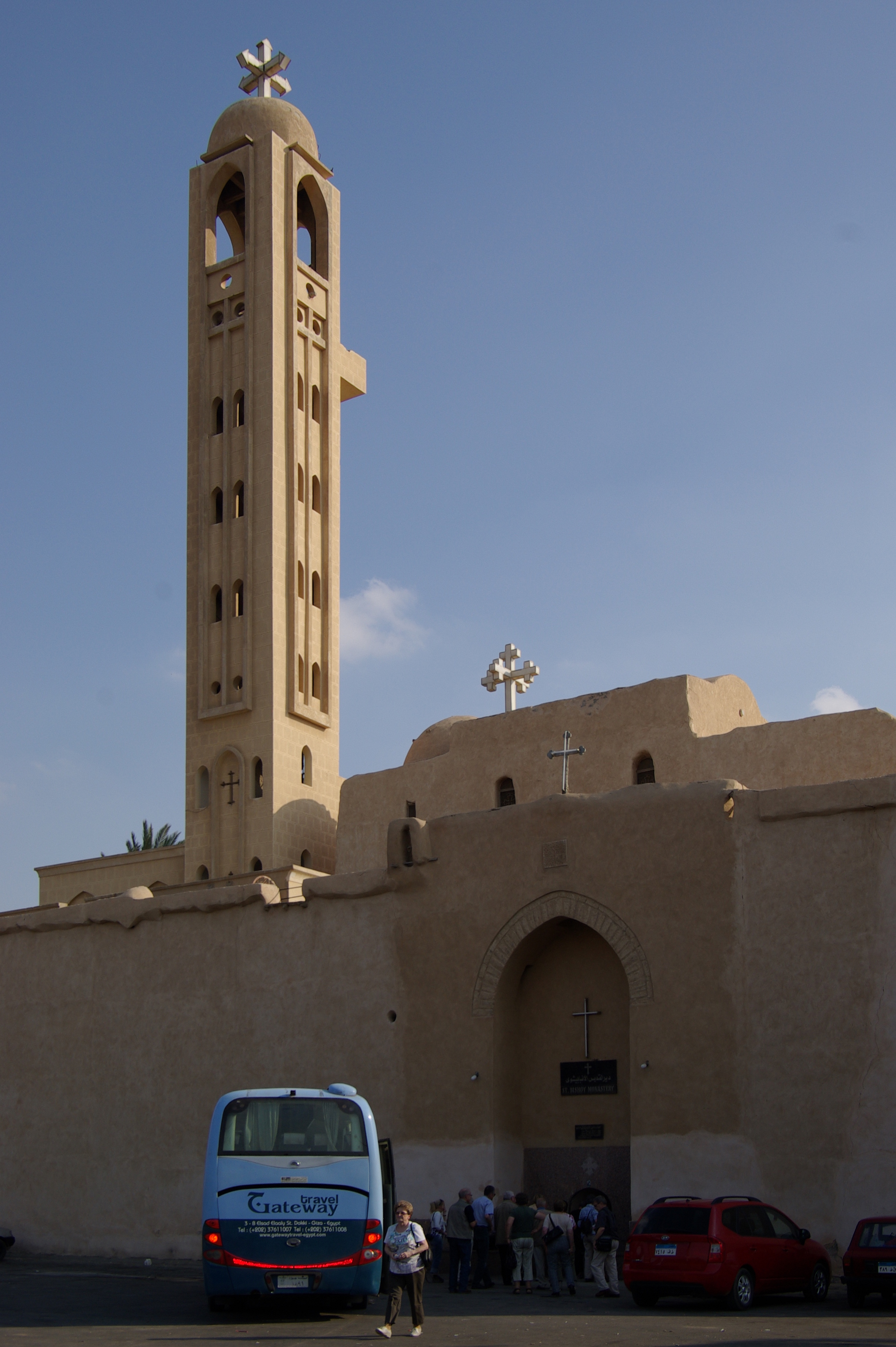
السور المحيط بالدير، ويظهر به المدخل الحالي له.

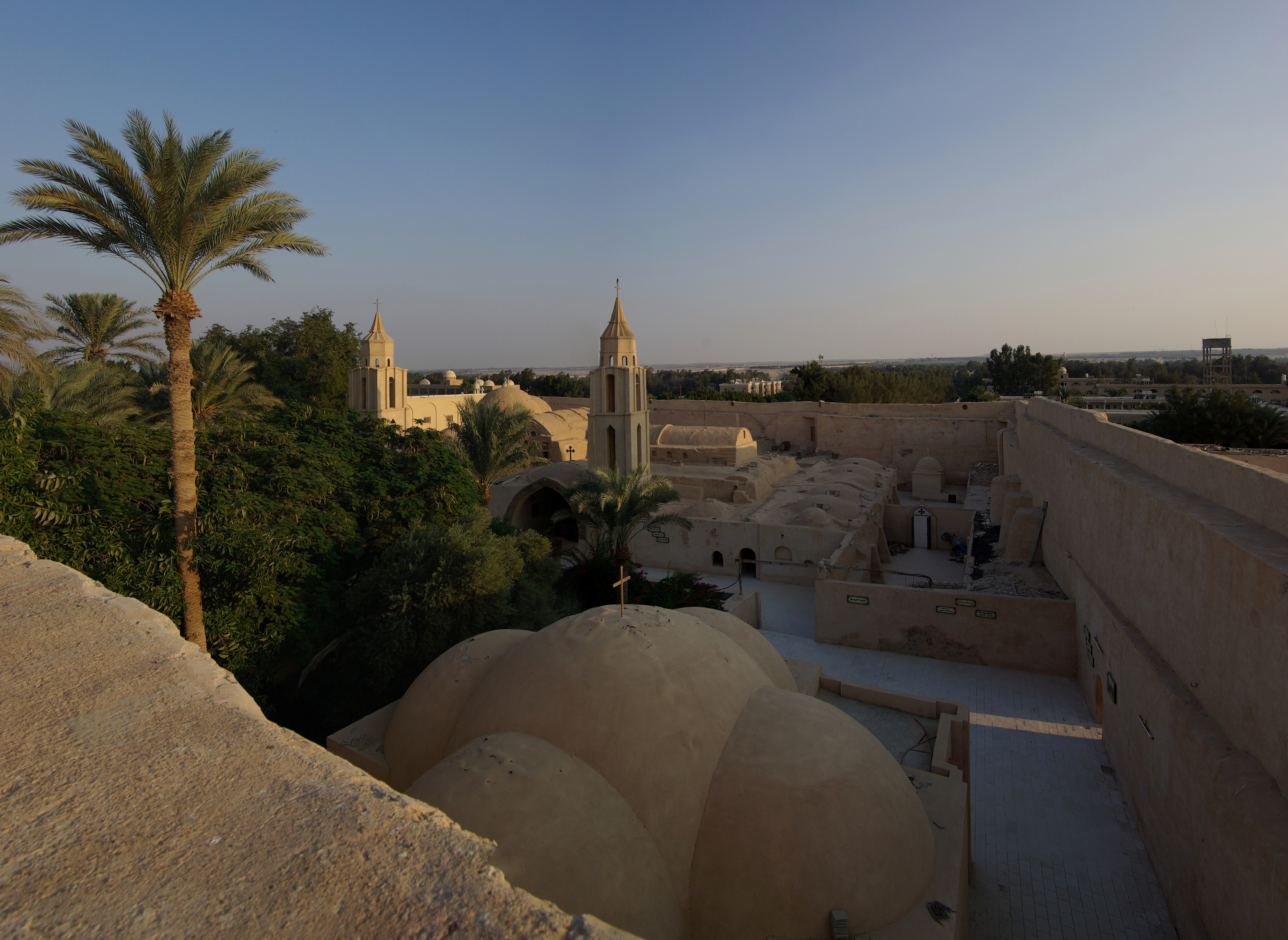
منظر عام للسور المحيط بالدير.

الأسوار الأصلية للدير يرجع تاريخ بنائها إلى القرن التاسع الميلادي، بينما معظم الأسوار الحالية ترجع إلى القرن الحادي عشر الميلادي؛ حيث أنه رممت وأعيد بناء أجزاء منها. ويظهر في الجانب الغربي للسور عدم وجود تدعيم وتقوية له، كما أن في الثلثين الغربيين للجانب الجنوبي للسور لم يتم به عمليات ترميم. ويبلغ متوسط ارتفاع الأسوار حوالي عشرة أمتار، بينما يصل سُمكها إلى مترين تقريبًا. وتكسوا جدرانها المبنية من الحجر الجيري طبقة من الجص.
ومدخل الدير يليه ممر له قبو نصف برميلي يؤدي إلى داخل الدير مخترقاً «مبنى الحراسة» قبالة الوجه الداخلي للسور، وهو يعتبر نموذج كامل لمثل هذه المباني الباقية في أي من أديرة وادي النطرون الثلاثة الأخرى. ويتكون الطابق الأرضي لهذا المبنى من غرفتين، واحدة على كل جانب من جانبي ممر المدخل. فالغرفة الغربية منهما يُغطي الجزء الرئيسي من سقفها قبة، أما في النهاية الشمالية للسقف فيوجد قبو نصف أسطواني، كذلك توجد حجرة مستطيلة الشكل فوق الغرفة الشرقية.

## الحصن

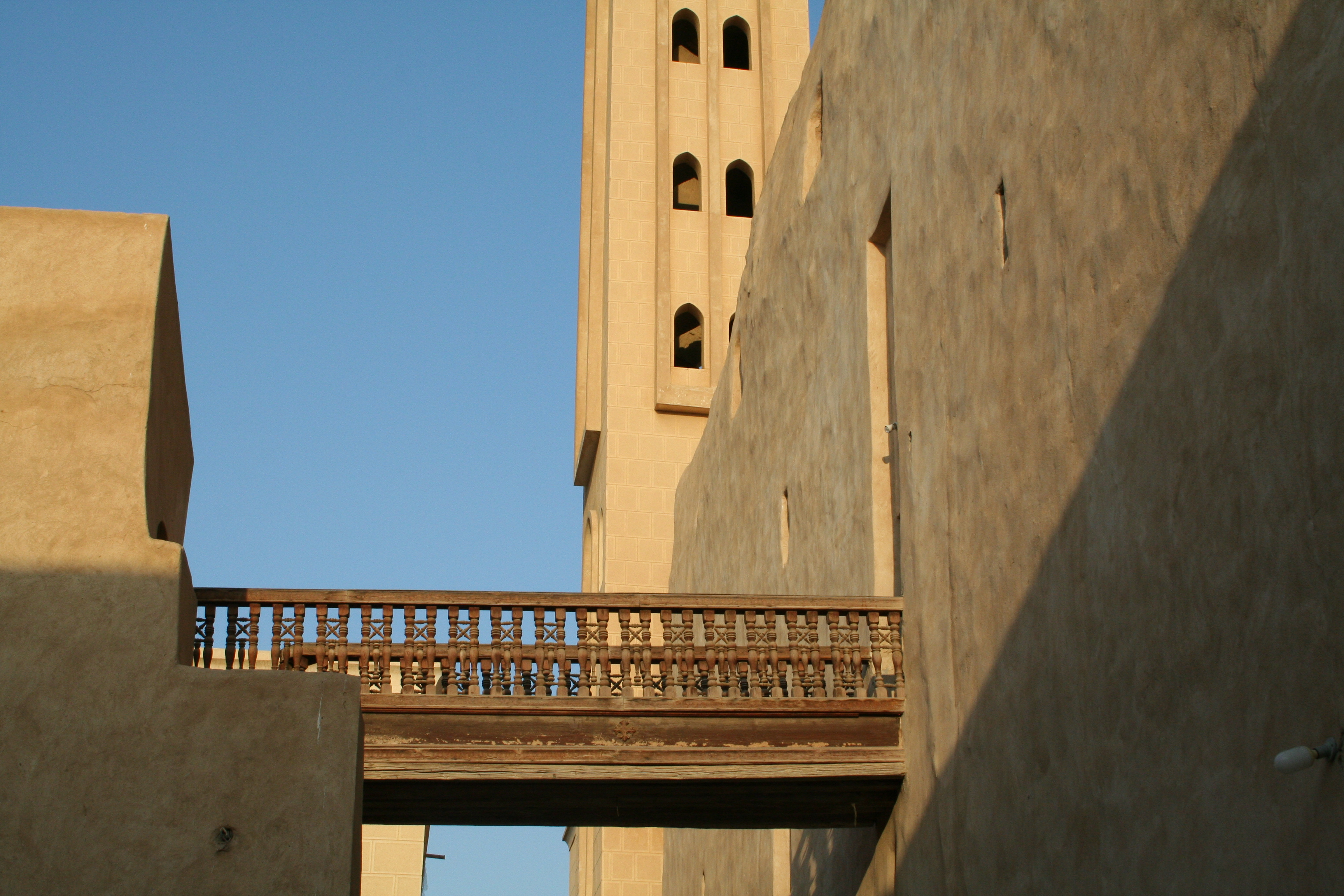
الجسر المتحرك المتصل بالحصن.

يرجع تاريخ الحصن الحالي إلى أواخر القرن الحادي عشر الميلادي، بعد غارة البربر على الدير عام 1096، حيث حلَّ محل الأقدم منه الذي تهدم بسبب الغارة، والذي أمر ببناءه الإمبراطور الروماني زينون في القرن الخامس الميلادي بعد علمه أن ابنته الأميرة «إيلارية» التي اختفت من قصره فجأة، قد التجأت إليه وترهبت فيه حسب بعض المصادر. والذي تهدم بسبب تلك الغارة. وطراز هذا الحصن يُطابق طراز حصن دير الأنبا مقار بشكل عام؛ فيما عدا بعض التفاصيل الثانوية. ويتكون الحصن الآن من طابق أرضي وطابق واحد علوي، ويظهر أنه كان هناك طابق علوي ثانٍ لكنه تهدم. والجسر المتحرك في هذا الحصن تستقر إحدى نهايتيه في الجدار الشمالي للطابق للأول، بينما تستقر نهايته الأخرى فوق سقف مبنى الحراسة، ويتصل بسلالم المبنى الآخر، فكان يُرفع بعد أن يلتجئ الرهبان إليه ويدخلوا فيه.
الطابق الأول بالحصن يحوي على ممر أمام المدخل، وإلى الشرق منه توجد صالة تتكون من ست وحدات تغطيها قباب محمولة على دعامات، والتي تتكون من خورس وثلاثة هياكل. ولكن تم نزع حجابها ونقله إلى الهيكل الشمالي بكنيسة الأنبا بيشوي، كما أزيلت مذابحها الثلاثة وأبطلت فيها الصلاة. وربما كان يحتوي هذا الطابق على مكتبة الدير يوماً ما.
أما الطابق الثاني فقد تهدَّم جزئياً، ولم يتبق منه سوى «كنيسة الملاك ميخائيل» التي ما زالت تُقام بها الصلاة. وقد رمم هذه الكنيسة البابا يوحنا التاسع عشر عام 1935، ويتضح ذلك من خلال كتابة نقش على جدارها الشرقي.

## الكنائس
يحتوي الدير على خمس كنائس، هي: كنيسة الأنبا بيشوي الأثرية، كنيسة الأنبا بنيامين الثاني، وكنيسة مار جرجس، وكنيسة الشهيد أبا سخيرون، وكنيسة الملاك ميخائيل بحصن الدير.

### كنيسة الأنبا بيشوي

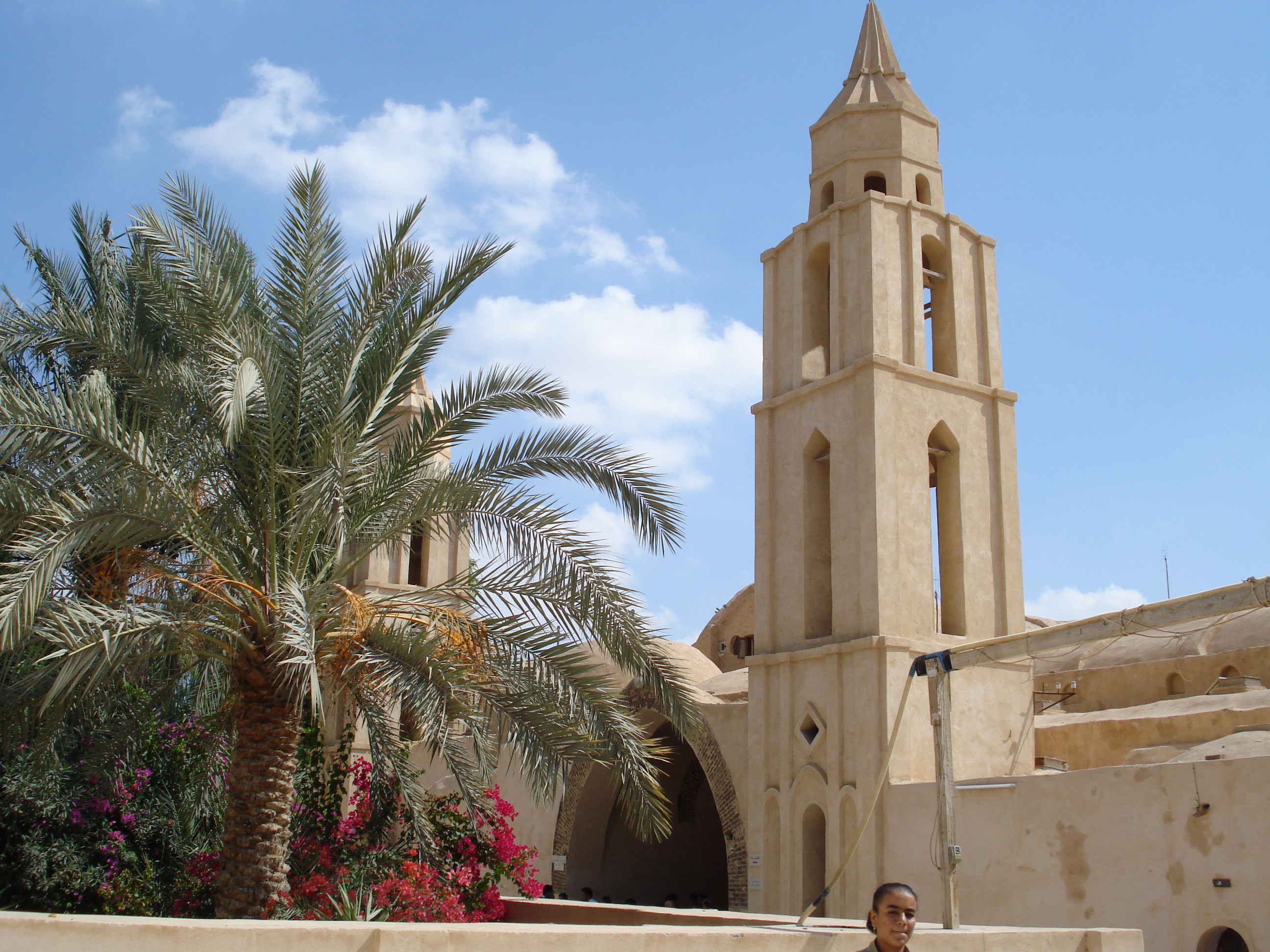
منظر خارجي لكنيسة الأنبا بيشوي.

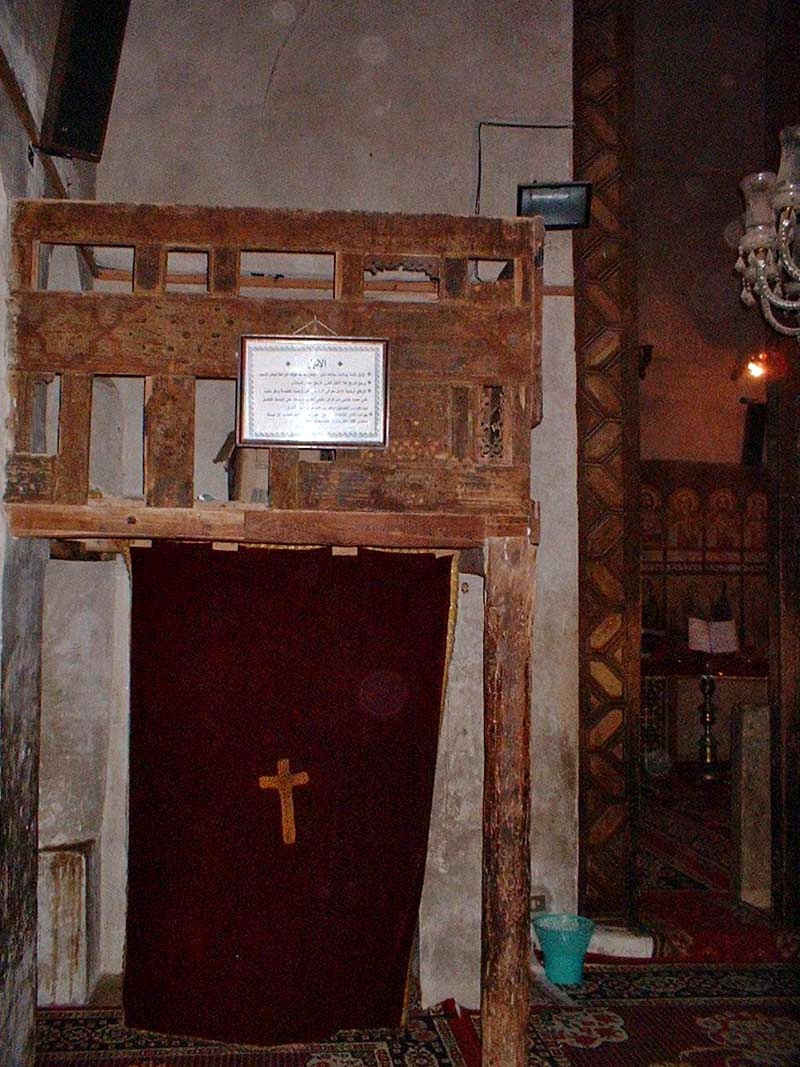
الإنبل (المنبر) المستخدم في الوعظ داخل الكنيسة.

هي الكنيسة الرئيسية بالدير، وأكبر كنائس وادي النطرون على الإطلاق. ولا يوجد حالياً أي أثر باقٍ من الكنيسة الأولى التي ربما شغلت نفس مكان الكنيسة الحالية التي أعيد بناؤها في القرن التاسع الميلادي؛ بعد غارة البربر الخامسة على الدير. وتحتوي هذه الكنيسة على معالم عديدة ترجع لفترات تاريخية مختلفة، فبينما يُشير الهيكل الرئيسي إلى القرن السادس أو السابع الميلادي؛ فإن التفاصيل الأخرى مثل إضافات القباب المرتفعة والزجاج الملون والزخارف الجصيّة وعمارة الصحن ربما ترجع جميعها إلى القرن العاشر أو الحادي عشر الميلادي. كما أُدخلت تعديلات على مباني الكنيسة ترجع إلى نهاية القرن الحادي عشر وأوائل القرن الثاني عشر الميلادي. وفي عام 1330 في عهد البابا بنيامين الثاني، كان هناك إصلاح للمباني التي تسبب النمل الأبيض في إتلاف أخشابها.
وتُعد هذه الكنيسة من طراز الكنائس الطويلة، والتي تتفق مع الطراز البازيليكي في معالمها الرئيسية. حيث تتكون من صحن وجناحين جانبين، وجناح آخر غربي دائر، وخورس مستعرض، وثلاثة هياكل. ولقد تحوّلت إلى بناء رباعي الأضلاع غير منتظم الشكل بإضافة كنائس صغيرة وملحقات لها. ففي أواخر القرن الحادي عشر وأوائل القرن الثاني عشر الميلادي؛ بُنيت كنيسة أبو سخيرون في الجانب الجنوبي لهذه الكنيسة، ويُلامس ركنها الشمالي الغربي الجدار الجنوبي من الكنيسة التي بُنيت في القرن التاسع الميلادي.

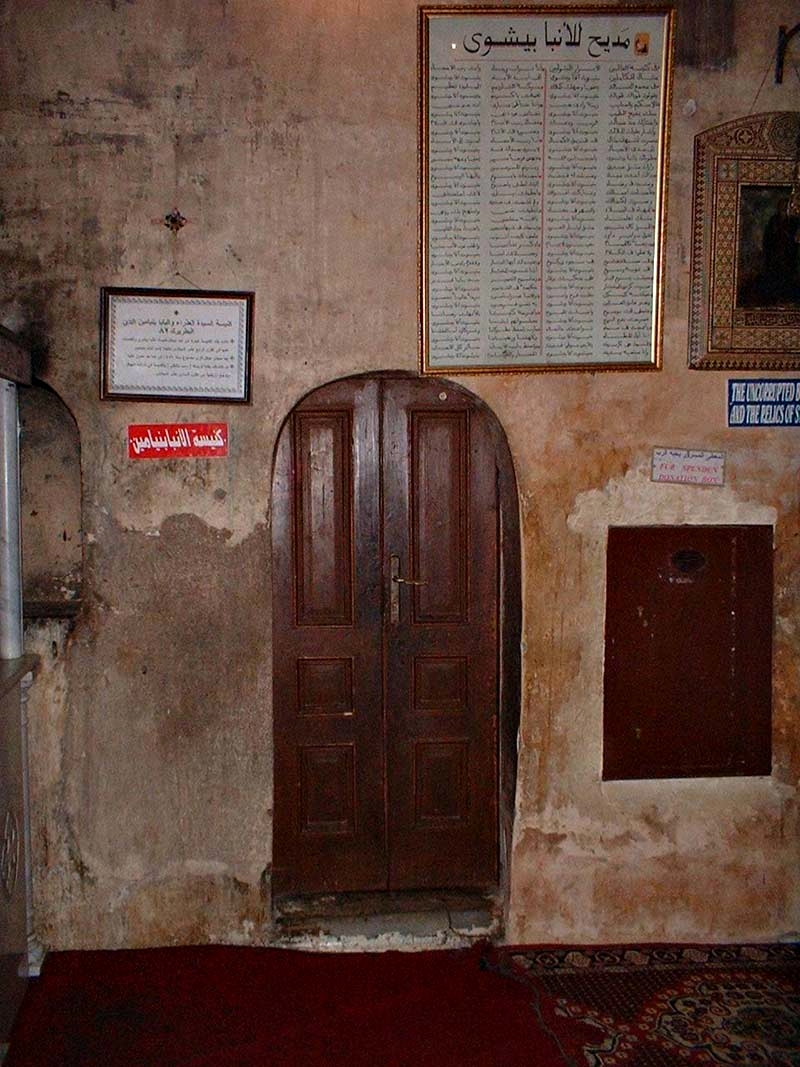
كنيسة الأنبا بنيامين.

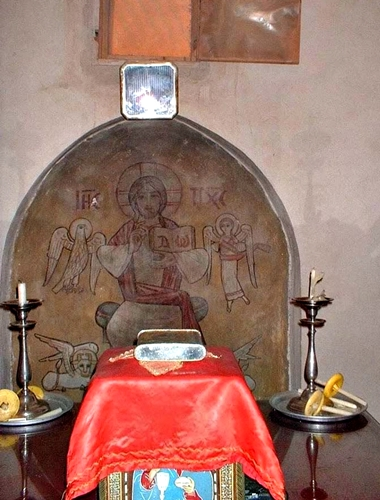
مذبح كنيسة مار جرجس.

### كنيسة الأنبا بنيامين
سُميّت هذه الكنيسة على اسم البابا بنيامين الثاني رقم 82، وتسمّى أيضًا كنيسة السيدة العذراء. وقد بُنيت هذه الكنيسة الصغيرة ملاصقة لكنيسة الأنبا بيشوي، وأقيمت في الزاوية التي كونتها الجدران الشمالية للهيكل الشمالي وخورس الكنيسة الرئيسية، والجدار الشرقي للدوكسار الشمالي. ويغطي سقف الكنيسة قبو نصف برميلي. ويوجد بها صندوق ذخائر الأنبا بيشوي. ويغطي سقف هيكل الكنيسة قبة قائمة على مقببات. ويحتوي هيكل الكنيسة على مذبح، منصته معزولة من ثلاث جهات كما في هياكل الكنيسة الرئيسية.

### كنيسة مار جرجس
سُميت على اسم القديس مار جرجس الروماني، ويرجع إنشاء هذه الكنيسة الصغيرة إلى القرن الحادي عشر أو القرن الثاني عشر الميلادي، وهي تُستخدم الآن كمخزن بشكل عام. ولقد حلّت محل مبنى تهدَّم في تاريخ غير معلوم.
النهاية الشرقية للكنيسة مُقسَّمة بواسطة فاصل جداري إلى هيكلين، تغطي سقف كلٍ منهما قبة صغيرة، وكلاهما يحتوي على مذبح أعلاه لوح رخامي مستطيل الشكل.

### كنيسة الشهيد أبا سخيرون القليني
سميت على اسم القديس أبا سخيرون القليني. ويرجع تأسيس هذه الكنيسة إلى القرن التاسع الميلادي. وهي حالياً مُقسمة إلى صحن وخورس يفصلهما حجاب خشبي، وهيكل وحيد نصف دائري له حجاب بسيط، ويغطي جسم الكنيسة قبة نصف كروية قائمة على مقببات ترجع إلى القرن الرابع عشر الميلادي. ولا يحتوي الهيكل على منصة مذبح، ولكن يغطي المذبح لوح رخامي مستطيل. وهناك باب صغير إلى جهة الشمال من الهيكل يفتح على ممر ضيق له قبو برميلي يؤدي إلى حجرة المعمودية.
وفي القرن الرابع عشر الميلادي، عندما أعيد بناء الهيكل الجنوبي لكنيسة الأنبا بيشوي، دُمِّر الهيكل الشمالي لكنيسة أبو سخيرون، لذلك تم بناء الهيكل النصف الدائري في موقع الخورس، وتم تحويل الهيكل الشرقي إلى غرفة المعمودية.

### كنيسة الملاك ميخائيل
من اسمها يتضح أنها سُميت نسبة إلى رئيس الملائكة ميخائيل. وتوجد هذه الكنيسة على سطح حصن الدير، ويُغطي جسمها قبو نصف برميلي. وتحتوي الكنيسة على هيكل واحد فقط تغطيه قبة منخفضة قائمة على مقببات، وحجاب الهيكل يرجع وجوده إلى العام 1782.

## معرض الصور

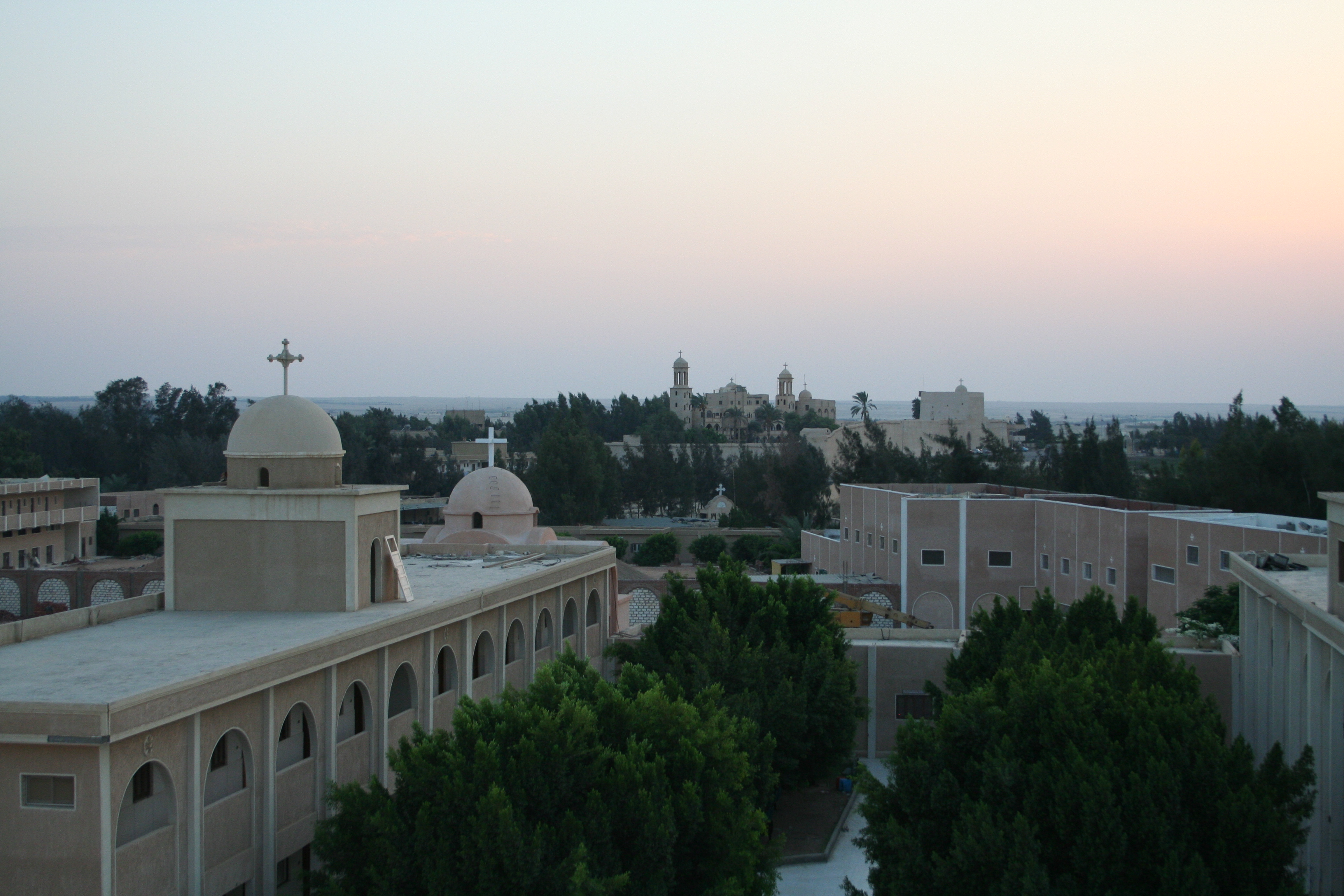
منظر عام للدير.
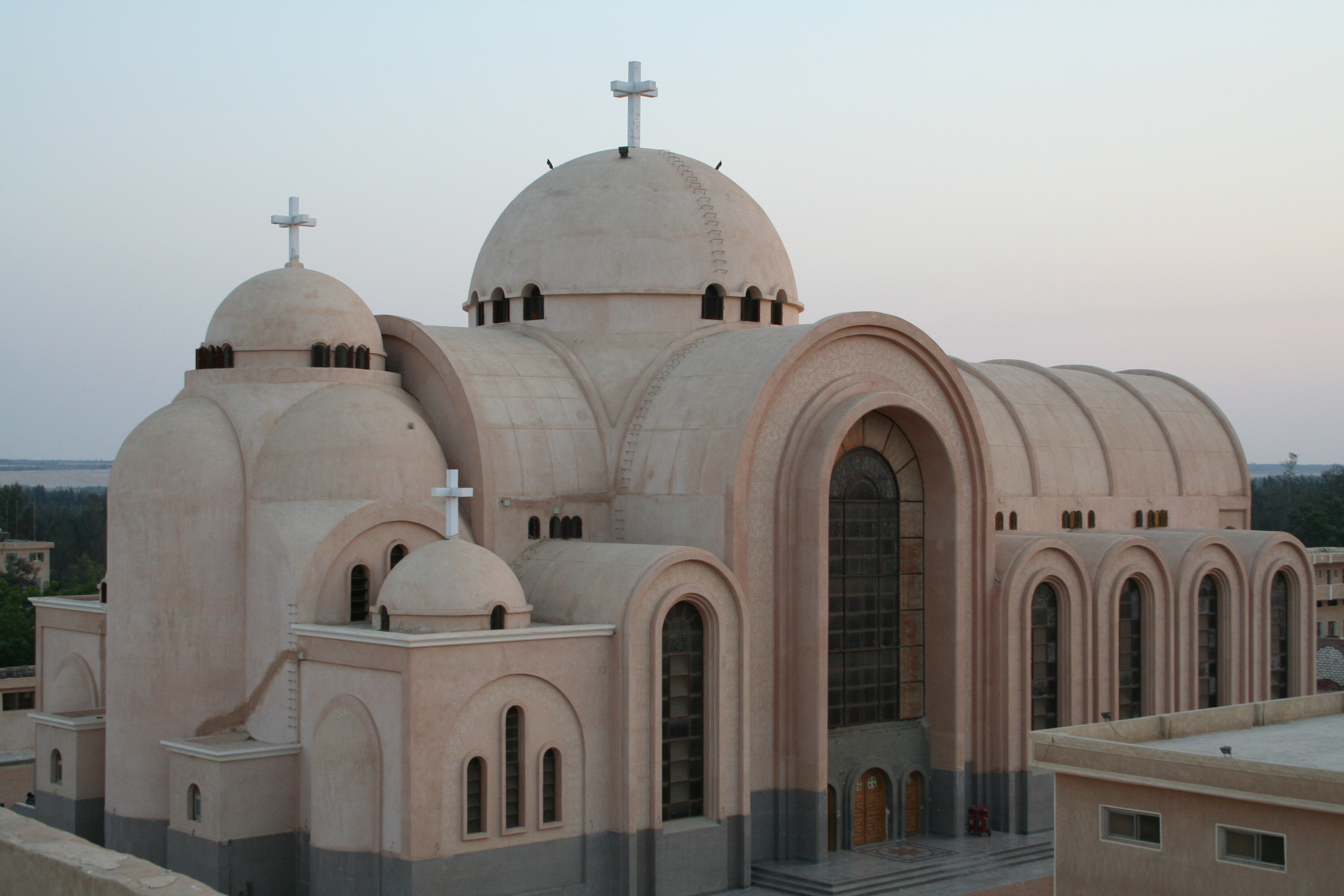
كاتدرائية الأنبا بيشوي.
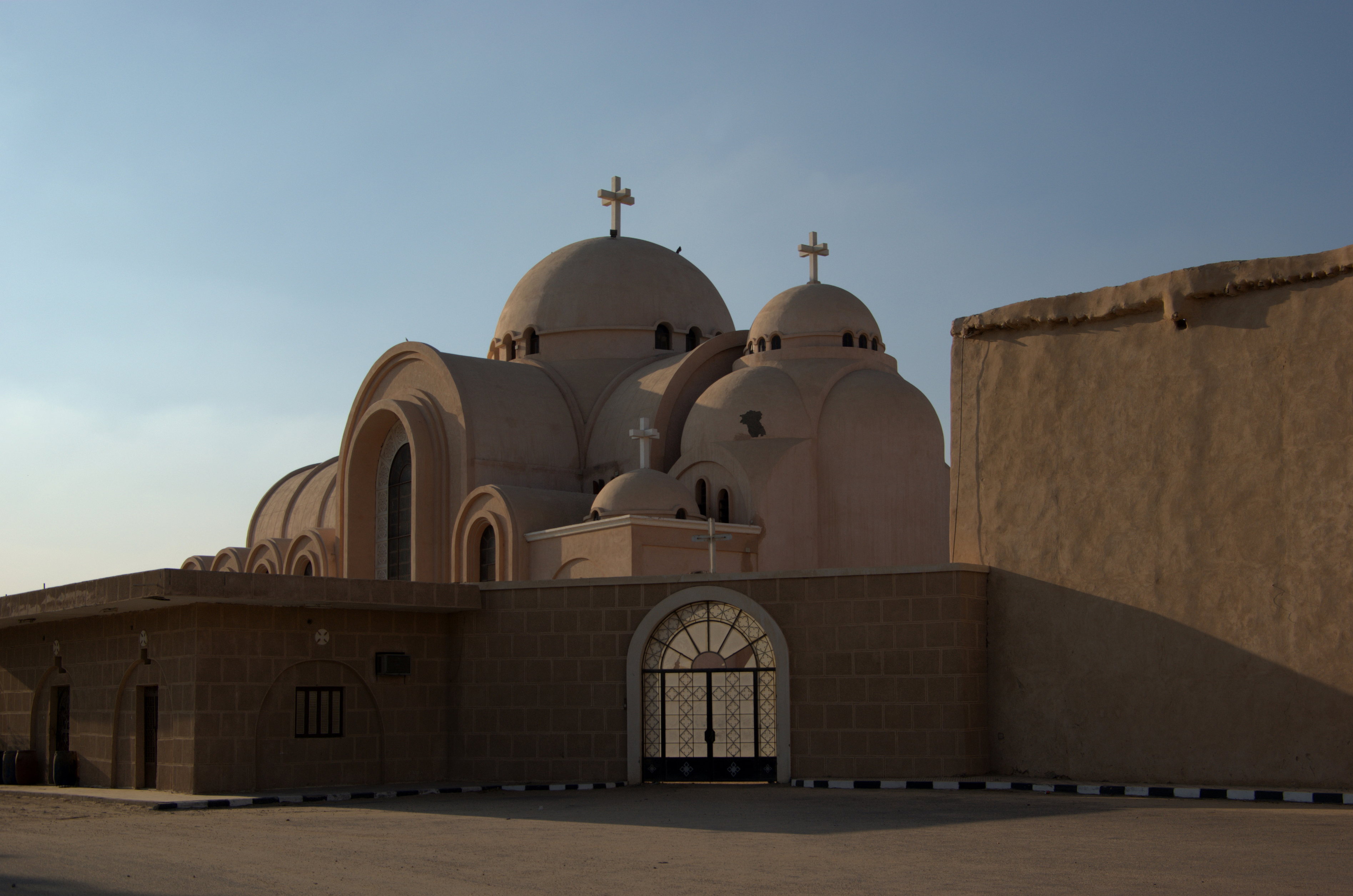
إحدى بوابات الكاتدرائية الملحقة بالدير.
صورة بالفسيفساء تصوّر الأنبا بيشوي حاملاً للمسيح.